# 皮奥代
皮奥代（義大利語：Piode），是意大利韦尔切利省的一个市镇。总面积13平方公里，人口199人，人口密度15.3人/平方公里（2009年）。ISTAT代码为002097。